# 清凉山琉璃塔
清凉山琉璃塔位于陕西省延安市宝塔区清凉山，原位于甘谷驿镇唐家坪村，1985年搬迁到清凉山上，1992年被列为第三批陕西省文物保护单位，2013年被列为第七批全国重点文物保护单位。
琉璃塔楼阁式，八角七级，高6.25米，底层直径1.15米。塔身实心，以土坯砌成，间以柏木桩加固，外部用琉璃构件建造。据塔铭所载，塔建于明崇祯三年（1629年），构建在山西汾州府烧制。该塔是目前陕西省所发现的唯一一座琉璃塔。